# Stres
 Stresul, reprezintă sindromul de adaptare pe care individul îl realizează în urma agresiunilor mediului; ansamblu care cuprinde încordare, tensiune, constrângere, forță, solicitare, mobbing.
Pornind de la conceptul de stres, menționăm că termenul aparține lui Hans Hugo Bruno Selye care consideră că stresul se leagă de sindromul de adaptare reacția la stres pe care individul îl realizează în urma agresiunilor mediului. Hans Selye definește stresul ca ansamblu de reacții al organismului uman față de acțiunea externă a unor agenți cauzali (fizici, chimici, biologici și psihici) constând în modificări morfo-funcționale, cel mai adesea endocrine. În cazul în care agentul stresor are o acțiune de durată vorbim de sindromul general de adaptare care presupune o evoluție stadială.

## Stadii clinice
Primul stadiu este cel al reacțiilor de alarmă și are două subetape:
- faza de contrașoc, când organismul individului realizează o contracarare a simptomelor din faza de șoc și are la bază răspunsuri de tip endocrin. Acest stadiu este caracteristic perioadei copilăriei când rezistența biologică este foarte scăzută.

Stadiul al doilea este cel de rezistență specifică (revenire), când după primul contact cu agentul stresor organismul se adaptează, comportamentul individului fiind aparent normal, persistând modificări specifice stadiului anterior, în special de la faza de contrașoc. În plan ontogenetic, acest stadiu corespunde maturității, când individul are o rezistență bună, fiind posibilă adaptarea la aproape orice tip de stres din mediu.
Stadiul al treilea este cel de epuizare (aparține bătrâneții) când scad aproape toate resursele adaptative ale organismului. Adaptarea nu se mai menține din cauza scăderii reacțiilor de tip vegetativ. Apar vădit consecințele negative ale acțiunii îndelungate a acestor mecanisme neurovegetative.

## Caracteristici
Orice tip de stres apare pe fondul adaptării permanente a organismului la mediu când se poate produce un dezechilibru marcant între solicitările mediului și posibilitățile de răspuns reale ale individului. Adaptarea presupune păstrarea integrității organismului care este în permanență amenințată de agenții stresori de toate tipurile. În plus adaptarea presupune realizarea unui echilibru dinamic cu mediul. Stresul apare în momentul când acest echilibru al adaptării se perturbă. Această perturbare este reversibilă. Stresul reprezintă, după Landy, un dezechilibru intens perceput subiectiv de către individ între cerințele organismului și ale mediului și posibilitățile de răspuns individuale.
În funcție de natura agentului stresor, stresul poate fi psihic, fizic, chimic și biologic. În funcție de numărul persoanelor afectate, stresul poate fi individual sau colectiv.

## Stresul psihic
Paul Frasse definește stresul psihic ca totalitatea conflictelor personale sau sociale ale individului care nu-și găsesc soluția pe moment. Mihai Golu definește stresul psihic ca stare de tensiune, încordare sau disconfort, determinată de agenți afectogeni cu semnificație negativă, stare de frustrare (reprimare) a unor trebuințe, dorințe sau aspirații.
Stresul psihic are un dublu caracter: primar și secundar. Caracterul primar vorbește despre stres ca rezultat al unei agresiuni recepționată direct în plan psihic. Caracterul secundar vorbește despre stres ca reacție de conștientizare în plan psihic a unui stres fizic, căruia individul îi acordă o semnificație de realipula.
Caracteristicile stresului psihic – Agenții stresori psihici sunt: stimulii verbali (inclusiv cei care aparțin limbajului interior) care sunt vehiculați pe căi nervoase la cortex. Aceștia se diferențiază total de celelalte categorii de agenți stresori din cauza semnificației lor, pentru individ ei având caracter potențial de a produce stres psihic. Acest caracter potențial este validat de semnificația cu care îl investește individul. Unul și același agent stresor psihic, în afară de faptul că nu produce stres psihic la toți indivizii, nu produce stres psihic de fiecare dată la același individ. Acest lucru este condiționat de dispozițiile de moment ale individului și de semnificația pe care o acordă în acel moment individul. Apariția și amploarea stresului psihic depind mult de caracterele genetice ale individului (caractere cognitive, voliționale, motivaționale și afective).
Vulnerabilitatea psihică la stres este constituțională sau dobândită. Vulnerabilitatea psihică este o trăsătură proprie doar anumitor persoane și se manifestă prin reacționare ușoară, prin stare de stres psihic, la o gamă largă de agenți stresori.
Situații generatoare de stres psihic:
- existența unor circumstanțe neobișnuite pentru individ care îl surprind pe acesta nepregătit pentru a le face față.
- semnificația unui eveniment.
- angajarea individului într-o acțiune sau relație exagerată.
- particularitățile contextului social.
- lipsa condițiilor interne.
- modul subiectiv de a percepe solicitările mediului.
- subsolicitare / suprasolicitare.
- situațiile conflictuale existente în familie, profesie sau la nivel intelectual.
- criza de timp.
- izolarea.
- apariția unui obstacol fizic sau psihic în calea unui scop care duce la frustrare.
- situații perturbatoare cauzate de agenți fizici (zgomote, vibrații, fluctuații de temperatură).

Există două forme speciale de stres (Selye): distress și eustress. Distress-ul implică toate tipurile de stres enumerate (stresul obișnuit). Eustress-ul este starea de stres specială care este validată prin anumite reacții endocrine specifice. Se diferențiază de distress prin:
- natura agenților stresori (eustress – stimuli plăcuți ai ambianței, trăirile plăcute ale individului).
- consecințele acțiunii agenților stresori care de cele mai multe ori sunt plăcute.
- în plus față de distress, eustress-ul are implică și stres fizic.

Agenții stresori ai stresului psihic au următoarele caracteristici: caracter potențial stresant (generează stres psihic doar în anumite condiții), caracter de amenințare permanentă pentru individ și caracter negativ al consecințelor agenților stresori. Există două categorii de agenți stresori: unii care acționează pe calea celui de-al doilea sistem de semnalizare (agenții psihogeni) și stimulii senzoriali externi, care devin agenți stresori psihici veritabili atunci când bombardează repetat scoarța cerebrală și când au intensitate peste medie.
Parametrii de acțiune ai unui agent stresor: intensitate, durată, repetabilitate, noutate și bruschețe. Asupra individului acționează constelații de agenți stresanți. Clasificarea agenților stresori: 
- în funcție de numărul lor, ei sunt: unici și multiplii.
- în funcție de asociere, ei sunt: conglomerați și configurați.
- în funcție de dominanța acțiunii, ei sunt: principali și secundari.
- în funcție de numărul indivizilor afectați, ei sunt: agenți stresori cu semnificație strict individuală, colectivă și generală.
- în funcție de natura lor, ei sunt: fizici (sonori, luminoși etc), chimici, biologici, psihologici.

## Reacția la stres

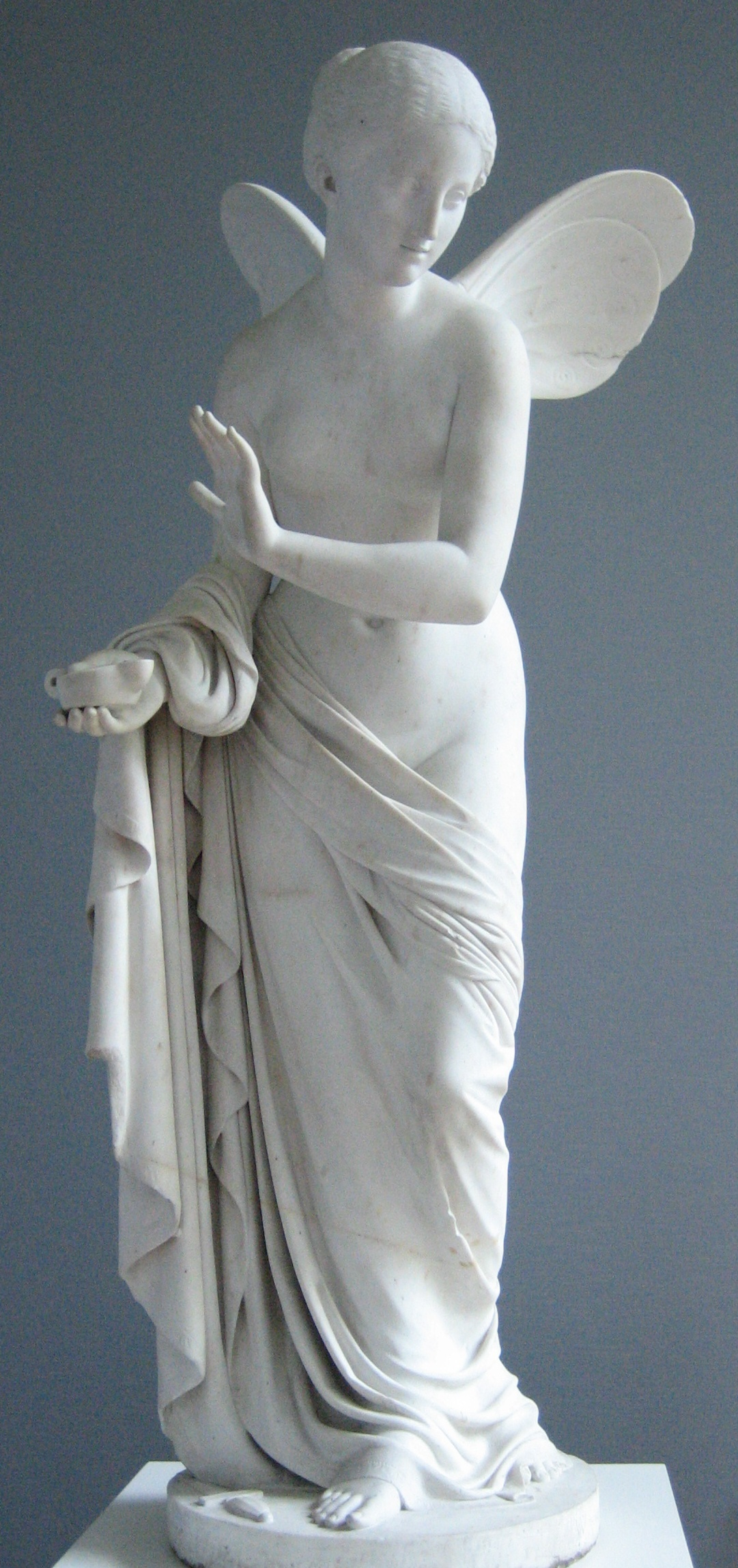
Psyhe pasărea spirit mitologie (Wolf von Hoyer, 1842, in München)

Reacția la stres înseamnă puterea de a lupta, sau dimpotrivă atitudinea de a pierde fără luptă în fața greutăților sau problemelor de stres fizic și psihic cu efecte asemănătoare șocului dar acesta din urmă are o acțiune mai rapidă și mult mai intensă.
Stresul are o influență psihologică și fiziologică asupra sensibilizării organismului, la o acțiune intensă și de durată poate declanșa îmbolnăviri de gravitate diferită.
Studiile efectuate au demonstrat prezența și creșterea concentrațiilor în sânge a hormonilor de stres ca adrenalina, noradrenalina dacă aceste concentrații persistă timp mai îndelungat, produc:
- leziuni a pereților vaselor sanguine, ce afectează organe ca rinichiul ducând la o insuficiență renală și exitus (moarte).

Astfel de cazuri de boală, sau cazuri mortale, au fost semnalate la soldații din tranșee în timpul Primului Război Mondial.
Mai nou, prin cercetările de biologie moleculară s-au stabilit schimbări la nivel celular,  când în situații de stres devine activată o anumită proteină, care simulând un agent infecțios, declanșează catabolismul (proces de descompunere) celular, afectând organitele celulare, lanțul de cromozomi prin care se scurtează viața celulei, procesul de îmbătrânire fiind accelerat. 
Oamenii mai sensibili la stres ar fi predispuși de a avea un sistem imun labil, au mai frecvent afecțiuni cardiace.
Toate aceste fenomene negative sunt cuprinse în termenul distress (lb. germană: Allgemeines Adaptationssyndrom, AAS) însumând efectele negative de teamă, enervări, agitări.
Pe când Hans Selye (Salz des Lebens, „sarea vieții”) ia în considerare urmările pozitive ale stresului, ca stimulant, de exemplu sportivii dintr-o competiție sportivă, în cazul în care emoțiile nu depășesc o anumită intensitate au efect stimulant în performația sportivului.
Acestea sunt cuprinse în termenul de „sindrom de stres posttraumatic” (engl.: post-traumatic stress disorder; PTSD)